# گنگک
گنگک نام روستایی است که در بخش محمود آباد شهرستان خدابنده، استان زنجان واقع شده‌است. این روستا در جنوب شرقی شهر قیدار (بخش محمود آباد شهرستان خدابنده) واقع شده و حدود ۲۲ کیلومتر با آن فاصله دارد. از لحاظ تقسیمات کشوری این روستا جزء بخش محمود آباد شهرستان خدابنده   می‌باشد.

## معنی نام
گفته می‌شود نام این روستا از واژه گنگ که در زبان محلی به معنای لوله سفالی به کار می‌رفته نشأت گرفته‌است. دلیل این نامگذاری به خاطر وجود لوله‌های سفالی این روستا بوده‌است که هنگام ساخت قلعه خانهای روستا، آب را از یک قنات واقع در بالا دست روستا به آن مکان (محل ساخت قلعه) منتقل می‌شود.
در لغتنامه ی دهخدا این گونه معنی گنگک را نوشته‌است:
گنگک . [گ ُ گ َ] (اِخ) دهی است جزء دهستان خدابنده لو از بخش قیدار شهرستان زنجان که در ۱۸ هزارگزی جنوب خاوری قیدار و ۱۲ هزارگزی راه عمومی قرار گرفته‌است. هوای آن سرد و سکنهٔ آن ۱۶۴ تن است. آب آن از چشمه سار تأمین می‌شود. محصول آن غلات، بادام و شغل اهالی زراعت و قالیچه بافی و راه آن مالرو است

## زبان و جمعیت
این روستا دارای حدود ۱۵۰ خانوار می‌باشد که در مجموع جمعیتی بالغ بر ۵۰۰ نفر را تشکیل می‌دهد. زبان مردم این روستا ترکی آذربایجانی بوده و با لهجه‌ای مشابه دیگر مناطق جنوبی استان زنجان و شمال استان همدان تکلم می‌کنند.

## آب و هوا
این روستا دارای زمستان‌هایی سرد و تابستان‌هایی معتدل می‌باشد. بارندگی در آن معمولاً از اوایل آذر ماه تا اواخر اسفند به صورت برف بوده و در بقیّه ماه‌ها به شکل باران می‌باشد.

## اقتصاد
اقتصاد مردم این روستا عمدتاً مبتنی بر کشاورزی و دامداری بوده و از عمده تولیدات آن می‌توان به گندم، جو، عدس، نخود، انگور، کشمش و لبنیات اشاره کرد.

## آثار تاریخی
.تاکنون دو تپه باستانی در این روستا مورد شناسایی قرار گرفته که یکی در قسمت شمالی روستا و در مجاورت بلافاصله آن قرار داشته که تحت عنوان تپه گنگک یاد می‌ شود و دیگری در جنوب غربی روستا و با اندکی فاصله از آن قرار دارد که تحت عنوان تپه یئل دئرمانی (آسیاب بادی) شناخته می‌شود.

## مکانهای دیدنی
در فاصله حدود دو کیلومتری این روستا یک سد خاکی قرار دارد که بر روی رسوبات سازند قرمز فوقانی احداث گردیده‌است. همچنین این روستا توسط مراتع و کشتزارهای سرسبز و زیبا احاطه شده‌است. از دیگر جاذبه‌های آن می‌توان به رخنمون سازند قرمز زیرین و سازند قرمز فوقانی اشاره کرد که در زبان محلی بادامچالیق (بادامچه زار) نامیده شده و به عنوان یک جاذبه ژئوتوریسم مطرح می‌باشد.